# Розова, Сталина Сергеевна
Стали́на (Ста́ля) Серге́евна Ро́зова (урожденная Смиря́гина; 17 декабря 1932 года, Ленинград — 27 марта 2015, Новосибирск) — советский и российский философ

, доктор философских наук, профессор Новосибирского государственного университета.

## Биография
Сталина Сергеевна Розова родилась в Ленинграде в семье инженеров, мать — Войтенкова Мария Карповна, инженер мыловаренного завода им. Карпова, отец — Смирягин Сергей Терентьевич: инженер завода «Электросила». Во время блокады Ленинграда была вывезена со своей матерью и няней в эвакуацию, в Томск. Отец Сталины Розовой Сергей Терентьевич Смирягин погиб в 1941 году, находясь в рядах ополчения в составе 2-й Ленинградской стрелковой дивизии народного ополчения. По возвращении из эвакуации Сталина Розова окончила среднюю школу и поступила на философский факультет Ленинградского государственного университета. В декабре 1958 году вместе со своим мужем Розовым Михаилом Александровичем переехала в Новосибирск. Работала в Сибирском отделении АН СССР на кафедре философии с 1959 по 1963 год. В Новосибирском государственном университете работала лаборантом кафедры философии, затем доцентом. В 1966 году окончила аспирантуру кафедры философии НГУ. Защитила кандидатскую диссертацию «Научная классификация и её виды» по специальности 09.00.01 — онтология и теория познания. Участвовала в семинаре по эпистемологии и философии науки, который проходил под руководством Розова М. А. в Новосибирском Академгородке. Докторскую диссертацию «Классификационная проблема в современной науке» защитила в 1986 году в Институте философии СО АН СССР.

## Научная деятельность
Розова С. С. использовала теорию социальных эстафет М. А. Розова для создания эстафетной модели классификации. Кроме того, Розова С. С. предприняла попытку раскрыть способы передачи социального опыта на основе организации социальной памяти в особой родо-видовой форме. Социальная память представлена в работах Розовой как особая структура, которая сформировалась в результате процессов передачи жизненного опыта людей. Вырабатывание такой формы передачи опыта, по мнению Розовой, привело к возникновению классификационного взгляда на мир, а также классификационных структур мышления и речи. Розова С. С. показала, что естественная классификация является потребностью общества в хорошо устроенной социальной памяти. При этом, классифицирование является одним из естественных инструментов, используемым человеком в процессе научного мышления. В работах Розовой сделана попытка провести анализ процессов, происходящих в ходе перехода от классической к неклассической науке, а также в ходе перемены ценностных ориентаций ученых.
Вплоть до 2015 года Розова С. С. вела преподавательскую деятельность в Новосибирском университете.
Умерла в Новосибирске. Похоронена на Южном (Чербузинском) кладбище (квартал 25).

## Основные работы
Монографии
- Розова С. С., Соловьев О. Б. Естественный объект в научном исследовании // Новосибирск, НГУ, 2000—154 с.
- Шулепова О. Б., Розова С. С. Феномен несогласия в естественных и социально-гуманитарных науках (сравнительный анализ): монография// Новосибирск, НГУ. 2011—166 с.
- Розова С. С. Теория социальных эстафет в эпистемологии и философии науки. Опыт эмпирической эпистемологии// LAMBERT Academic Publishing. 2014—279 с.
- Розова С. С. Методологические основы психологии: учебное пособие. Часть 1. Теория познания// Новосибирск: НГУ. 2013—132 с.
- Розова С. С. Методологические проблемы психологии: учебное пособие. Часть 2. Проблема психической реальности// Новосибирск: НГУ. 2013—258 с.
- Розова С. С. Методологические основы психологии. Часть 3. Методологические основы психологии // Новосибирск: НГУ. 2015—282 с.

Статьи
- Розова С. С. Научная классификация и её виды // «Вопросы философии» 1964. № 8
- Розова С. С.Философское осмысление классификационной проблемы // «Вопросы философии» 1980. № 8
- Розова С. С.Методологическая деятельность ученого //Методологические проблемы науки. Новосибирск, 1981
- Розова С. С. Проблема предмета методологии науки // Проблемы методологии науки. Новосибирск, 1985
- Розова С. С. О понятии «проблемы методологии науки» // Проблемы методологии науки. Новосибирск, 1985
- Митрофанов Б. С., Розова С. С.Методологический анализ определения предмета науки как теоретизированной реальности // Проблемы методологии науки. Новосибирск, 1982
- Розова С. С.Философская культура ученого как феномен взаимодействия философии и науки // Проблемы методологической культуры ученого. Новосибирск, 1986
- Розова С. С.Классификационная проблема как рефлексивный механизм теоретизации науки // Классификация в современной науке. Новосибирск, 1989
- Розова С. С.Исследование классификации и классификационной проблемы // На теневой стороне. Новосибирск, 1996
- Розова С. С. Проблема онтологизации // На теневой стороне. Вып.2. Новосибирск, 1997
- Розова С. С. Домашний семинар по эпистемологии и философии науки в Новосибирском Академгородке // Летняя философская школа «Бурмистрово-99». Новосибирск, 1999
- Розова С. С. Проблема способа бытия философии в культуре // Проблема способов бытия объектов исследования в гуманитарных и естественных науках. Новосибирск, 2000
- Гусев П. Г., Розова С. С., О. Б. Шулепова. Несогласие как феномен, за которым стоят сущностные механизмы жизнедеятельности науки//Феномен несогласия в науке и культуре. Новосибирск, 2000
- Зуев В. В., Розова С. С. Проблема способа бытия таксона в биологической таксономии // Философия науки. — № 2. — Новосибирск, 2001. С.80-101
- Розова С. С. Домашний семинар по эпистемологии и философии науки в Новосибирском Академгородке как способ сохранения философских традиций // Наука. Философия. Общество: материалы V Российского философского конгресса. — Новосибирск, 2009